# Năng lượng gió ở Ba Lan
Năng lượng gió là một nguồn điện nhỏ nhưng đang phát triển ở Ba Lan. Tính đến cuối năm 2015, tổng công suất lắp đặt là 5,1 GW, cung cấp 10,858 GW-h khoảng 6,22% lượng điện tiêu thụ trong nước. Vào cuối năm 2016, tổng công suất lắp đặt đã tăng lên 5.782 MW

## Lịch sử
Từ năm 2012 đến 2014, tuabin gió Nowy Tomyśl là tuabin gió cao nhất thế giới với chiều cao tối đa 210 mét. Hiện nay, chúng vẫn là những tuabin gió cao nhất được lắp đặt trên các tháp lưới.
Kể từ năm 2018, chính phủ Ba Lan vẫn đang xem xét liệu có nên xây dựng nhà máy điện hạt nhân đầu tiên hay không, nhưng vào tháng 5 năm 2018, công ty điện lực lớn nhất của Ba Lan là Polska Grupa Energetyczna, đã chọn đầu tư vào năng lượng gió ngoài khơi, nhằm mục tiêu đạt 2,5 GW vào năm 2030.

## Công suất và sản lượng điện
| Năm                       | 2001 | 2002 | 2003 | 2004 | 2005 | 2006 | 2007 | 2008 | 2009 | 2010 | 2011 | 2012  | 2013  | 2014       | 2015  | 2016  |
| Công suất (MW)            | 0    | 27   | 63   | 63   | 83   | 153  | 276  | 544  | 725  | 1180 | 1616 | 2497  | 3390  | 3834 [9]   | 5100  | 5782  |
| Sản lượng tiêu thụ (GW-h) |      |      |      |      | 132  | 234  | 506  | 796  | 1051 | 1843 | 2745 | 4435  | 5822  | 7184       | 10858 | 11623 |
| % sản lượng điện          |      |      |      |      | 0.1% | 0.2% | 0.3% | 0.6% | 0.8% | 1.3% | 1.8% | 2.74% | 3.53% | 4.59% [11] | 6.6%  | 7.1%  |

Danh sách các trang trại gió ở Ba Lan
| Địa điểm          | Vị trí              | Công suất, MW | Năm  |
| Margonin          | Greater Ba Lan      | 120           | 2010 |
| Karścino          | Phía tây Pomeranian | 90            | 2008 |
| Nekla             | Greater Ba Lan      | 52.5          | 2010 |
| Tymień            | Phía tây Pomerania  | 50            |      |
| Łosina gần Słupsk | Phía tây Pomerania  | 48            |      |
| Suwałki           | Podlaskie           | 41            | 2009 |
| Kisielice         | Warmia-Masuria      | 40.5          |      |
| Jagniątkowo       | Phía tây Pomerania  | 30.6          |      |
| Ostrowo           | Pomerania           | 30            |      |
| Kamieńsk          | Łódź                | 30            |      |
| Zagórze           | Phía tây Pomerania  | 30            |      |
| Puck              | Pomerania           | 22            |      |
| Cisowo            | Phía tây Pomerania  | 18            |      |
| Lisewo            | Pomerania           | 10.8          |      |
| Lubawa            | Warmia-Mazuria      | 8             |      |
| Barzowice         | Phía tây Pomerania  | 5.1           |      |

## Dự án
Một số trang trại gió ngoài khơi đạt 1,2 GW đang được phát triển gần Slupsk.